# Bohutyn (rejon złoczowski)
Bohutyn (ukr. Богутин) – wieś na Ukrainie w rejonie złoczowskim obwodu lwowskiego nad Złotą Lipą.

## Historia
Pod koniec XIX w. wieś w powiecie złoczowskim. 
W II Rzeczypospolitej miejscowość w powiecie zborowskim województwa tarnopolskiego.
W latach 1939–1945 nacjonaliści ukraińscy z OUN-UPA zamordowali we wsi 15 Polaków.

## Urodzeni
- Kyryło Trylowśkyj (1864-1941) – ukraiński działacz społeczny i polityczny, adwokat, publicysta, wydawca. Poseł do Reichsratu (Izby Posłów) w Wiedniu 1907-1918, poseł na Sejm Krajowy Galicji 1911-1918, członek Ukraińskiej Rady Narodowej.